# Paracaudina chilensis
Paracaudina chilensis är en sjögurkeart som först beskrevs av Müller 1850.  Paracaudina chilensis ingår i släktet Paracaudina och familjen Caudinidae.

## Underarter
Arten delas in i följande underarter:
- P. c. chilensis
- P. c. ransonneti
- P. c. obesacauda